# Xã Harris, Quận Centre, Pennsylvania
Xã Harris (tiếng Anh: Harris Township) là một xã thuộc quận Centre, tiểu bang Pennsylvania, Hoa Kỳ. Năm 2010, dân số của xã này là 4.873 người.